# Cenostigma laxiflorum
Cenostigma laxiflorum é uma espécie de planta pertencente ao gênero Cenostigma e à família Fabaceae. É endêmica ao Brasil, ocorrendo nos estados de Roraima, Rio Grande do Norte, Pernambuco, Bahia, Amazonas, Mato Grosso, Mato Grosso do Sul, Minas Gerais, Rio de Janeiro, Santa Catarina e Acre. De acordo com a União Internacional para a Conservação da Natureza, seu estado de conservação é pouco preocupante, devido a sua alta ocorrência. No entanto, devido aos impactos humanos no habitat da caatinga, um estudo de maior duração precisaria ser feito a fim de determinar a vericidade dessa avaliação.